# کتچوا
کتچوا (انگلیسی: Quechua) شرکت تجهیزات ورزشی فرانسوی است، که در سال ۱۹۹۷ تأسیس شد.